# Transformatortårn
Et transformatortårn er en høj bygningskonstuktion opført af sten eller metal, der giver læ og afdækning til en transformator, der transformerer den elektriske spænding ned, så den kan anvendes af forbrugerne. Et transformatortårn er et eksempel på en transformatorstation.

## Fordeling af elektricitet i luftledninger
Når elektricitet skal transporteres over større afstande, er det nødvendigt at sætte den elektriske spænding op. Men når strømmen via ledningsnettet skal ud til slutbrugerne, skal spændingen igen sættes ned. Inden det blev almindeligt at lægge el-kablerne i jorden, skete denne transformering typisk i et transformatortårn, hvor transformatoren var monteret i ledningshøjde, øverst i tårnet.

## Omlægning
Da det lokale forsyningsnet blev gravet ned, blev transformatortårnene overflødige og de blev i stor udstrækning nedtaget. Det har ikke ændret på, at strømmen stadig skal transformeres ned, men nu sker det i de ret små containerlignende beholdere, der ofte står, hvor tårnene tidligere var anbragt.

## Bevaret
Det er dog stadig muligt at se adskillige transformatortårne i landskabet. Der kan være flere årsager hertil. I nogle tilfælde er tårnene overgået til privat-eje og anvendes til andre formål, eksempelvis gallerier, udstillinger og lignende. Andre har blot fået lov at stå, og få har stadig en funktion i forsyningsleddet. Nogle bliver brugt som små museer eller udsmykket af kunstnere. I Tandslet og ved Haderslev Østerskov er tårnene brugt til museum, ved Lundø er et tårn udsmykket af en kunstner.

## Udseende
Der findes mange varianter og konstuktioner. Hovedtyper er stål eller mursten i mange forskellige farver. Højden kan også variere meget, lige fra få meter og op til omkring 7. I byerne fremgår tydeligt, at man mange steder har lagt vægt på at få arkitekturen til at matche med omgivelserne. Også tagkonstruktionen – især på de der er opført af sten – varierer utrolig meget, lige fra fladt tag til mange variationer af tegl-tag med rejsning.
Udover byggede tårne, af sten eller metal, vil man i sjældnere tilfælde kunne finde såkaldte mastetransformere, jf. foto i højresiden.

## Nutidig dokumentation
Som de eksterne henvisninger vidner om, findes der på internettet en vis interesse for at dokumentere dels hvor der har været opført tårne, dels hvad der er tilbage. Det sker gennem lister over tidligere og nuværende tårne og ved fotografisk dokumentation.

## Billedgalleri
- Ny og gl. transformatorbygning på Østerskovvej ved Haderslev; tårnet påtænkes indrettet til museum om Østerskovens betydning under 2. verdenskrig
- Transformatortårn i Gaurslund nær Vejle
- Transformatortårn i Årslev på Fyn
- Transformatorstation ved Ryget, Kirke Værløse
- Tandslet Transformatormuseum
- Tårnet på Glud Museum
- Inde i tårnet på Glud Museum
- Inde i tårnet på Glud Museum
- Transformatortårn i Balle ved Balle Tværvej og Findalsvej med indgående og udgående ledninger, et sjældent syn i 2014
- Transformatortårn ved Urup